# La Casati. La musa egoista
La Casati - La musa egoista (La Casati - La muse égoïste) è un romanzo grafico biografico della fumettista italiana Vanna Vinci. Pubblicato originariamente dall'editore francese Dargaud Benelux nel 2013, in Italia è stato introdotto dall'editore Rizzoli, che l'ha pubblicato nello stesso anno all'interno della collana Rizzoli Lizard.
Il volume è uscito accompagnato dalla prefazione della giornalista e scrittrice Natalia Aspesi.

## Trama
Il fumetto è incentrato sulla vita della marchesa Luisa Casati, di cui dà una ricostruzione fedele. Il racconto si snoda attraverso le testimonianze riportate di chi l'ha veramente incontrata, dai suoi amici più intimi a quelli più superficiali. Tra le pagine del romanzo grafico biografico tutto feste in maschera, belle Époque, vita notturna, si distinguono le voci delle celebrità del primo Novecento quali: Gabriele D'Annunzio, amante di una vita; la sorella Fanny e il resto della famiglia come la figlia Cristina e la nipote Moorea; celebrità come Isadora Duncan ed artisti come Tommaso Marinetti, Giovanni Boldini.
Fino alla sua morte in povertà, avvenuta nel giugno del 1957 a Londra, dove è stata sepolta al Brompton Cemetery con sulla lapide inciso tale epitaffio:
(William Shakespeare, Antonio e Cleopatra)

## Accoglienza
Nella prefazione al fumetto, Natalia Aspesi loda l'opera di Vanna Vinci per aver saputo rendere, attraverso una trasposizione alquanto fedele, la vita movimentata della marchesa camaleontica, una "celebrità asessuata", vestita a volte da Cesare Borgia, da Regina della Notte, da Arlecchino, da Contessa di Castiglione.